# Chon Buri (Provinz)
Chon Buri (Thai: ชลบุรี, [tɕ͡ʰōn būrīː], anhörenⓘ, auch als Chonburi wiedergegeben) ist eine Provinz (Changwat) in der Ostregion Thailands, sie wird aber verwaltungstechnisch zu Zentralthailand gezählt. 
Die Hauptstadt der Provinz heißt ebenfalls Chon Buri.

## Geographie
Chon Buri liegt an der Bucht von Bangkok und damit am Golf von Thailand. Die Provinz befindet sich im Einzugsgebiet von Bangkok, das etwa 80 Kilometer nordwestlich liegt.
Von Nordwesten nach Südosten erstreckt sich eine niedere Bergkette durch die Provinz. Die fruchtbare Ebene im Norden wurde bereits seit langem landwirtschaftlich genutzt. Sattahip im Süden ist einer der wenigen Tiefseehäfen des Landes.
Die bekannteste Stadt der Provinz dürfte weniger die Provinzhauptstadt sein, als vielmehr die Stadt Pattaya, eines der Touristenzentren Thailands.
| Angrenzende Provinzen und Gebiete: | Angrenzende Provinzen und Gebiete: |
| ---------------------------------- | ---------------------------------- |
| Norden                             | Chachoengsao                       |
| Osten                              | Chanthaburi                        |
| Süden                              | Rayong                             |
| Westen                             | Küste zum Golf von Thailand        |

### Klima
Das Klima ist tropisch-monsunal. Im Jahr 2009 gab es 127 Regentage mit einer Niederschlagsmenge von 1574,4 mm. Die Höchsttemperatur betrug im gleichen Zeitraum 35,8 °C, die Tiefsttemperatur 18,8 °C.

## Wirtschaft und Bedeutung
Der Tourismus ist bedeutend aufgrund der sehr schönen Sandstrände und der geschützten Lage der Provinz. Daneben gibt es Landwirtschaft, die hier weniger im Reisanbau besteht, sondern mehr Tapioka- und Kokosnuss-Plantagen bildet und Zuckerrohr verarbeitet, sowie im Fischfang, der nahe der Küste aber auch in der Tiefsee betrieben wird.
Viele Fertigungsbetriebe haben sich angesiedelt, um die günstige Verkehrsanbindung an den Tiefseehafen Sattahip zu nutzen und dem ständigen Verkehrschaos der Hauptstadt zu entgehen. Der Wirtschaftsraum Thailändische Ostküste (Eastern Seabord), dessen Kern sich in der Provinz Chon Buri befindet, hat sich zur zweitwichtigsten Industrieregion des Landes nach dem Großraum Bangkok entwickelt. Der Containerhafen von Laem Chabang war 2011 mit einem Umschlag von 5,73 Millionen TEU (etwas weniger als das Container-Terminal Bremerhaven) der 23. unter den meist angelaufenen Containerhäfen der Welt.
Das „Gross Provincial Product“ (Bruttoinlandsprodukt) der Provinz betrug 2011 635,605 Milliarden Baht (ca. 15,5 Mrd. Euro). Damit war sie die wirtschaftlich drittbedeutendste des Landes und nach Rayong die zweitbedeutendste außerhalb des Großraums Bangkok. Das entspricht einer jährlichen Wirtschaftsleistung von 522.511 Baht pro Kopf (ca. 12.800 Euro), ebenfalls der dritthöchste Wert landesweit.
Der leistungsstärkste Wirtschaftszweig war das herstellende Gewerbe, das 370,3 Milliarden Baht erwirtschaftete. Es folgte der Groß- und Einzelhandel mit 66,6 Milliarden, Transport, Lagerung und Kommunikation mit 38 Milliarden und Energie- und Wasserversorgung mit 36 Milliarden Baht. Landwirtschaft und Fischerei machten demgegenüber 20,3 Milliarden, das Hotel- und Gaststättengewerbe 20 Milliarden Baht aus.
Der Mindestlohn beträgt seit dem 1. Januar 2011 196 Baht (etwa 5 Euro) pro Tag.

### Daten
Die unten stehende Tabelle zeigt den Anteil der Wirtschaftszweige am Gross Provincial Product in Prozent:
| Wirtschaftszweig | 2006 | 2007 | 2008 |
| ---------------- | ---- | ---- | ---- |
| Landwirtschaft   | 2,7  | 3,3  | 3,6  |
| Industrie        | 55,9 | 56,7 | 53,4 |
| Andere           | 41,4 | 40,0 | 43,0 |

## Verkehr

### Flughäfen
- Bangkok-Suvarnabhumi International Airport, ca. 60 km nordwestlich von Chon Buri (Stadt) in der Provinz Samut Prakan
- U-Tapao-Pattaya International Airport unmittelbar an der Grenze der Provinzen Chon Buri und Rayong gelegen, ca. 45 km südöstlich von Pattaya, Linienflüge nach Phuket, Ko Samui, Hua Hin und Siem Reap

### Eisenbahn
Ein Zweig der Ostlinie der Thailändischen Staatseisenbahn führt durch die Provinz Chon Buri. Im Personenverkehr werden von Bangkok aus einmal täglich Chon Buri, Bang Lamung und Pattaya bedient. Die Strecke endet in dem kleinen Ort Ban Plu Ta Luang, Amphoe Sattahip. Seit 2007 sind zusätzliche Güterstrecken vom Hafen Laem Chabang nach Bangkok-Lat Krabang und nach Nakhon Ratchasima in Nordostthailand in Bau. Geplant ist eine Hochgeschwindigkeits-Linie von Bangkok über Chon Buri nach Rayong. Nach Angaben des Verkehrsministeriums (Stand März 2013) soll der Abschnitt bis Pattaya im Jahr 2018 in Betrieb genommen werden.

### Straße
Chon Buri ist mit Bangkok durch den achtspurigen, streckenweise mautpflichtigen Bangkok-Chonburi Motorway (Nationalstraße 7) verbunden. Daneben gibt es die ältere Thanon Sukhumvit (die östliche Hauptausfallstraße Bangkoks; Nationalstraße 3), die durch Chon Buri und Pattaya weiter nach Rayong und bis an die kambodschanische Grenze führt.

## Bildungseinrichtungen
Die staatliche Burapha-Universität hat ihren Hauptcampus in Bang Saen, Amphoe Mueang Chon Buri, die Technische Universität Rajamangala Tawan-ok in Bang Phra, Amphoe Si Racha. Zudem gibt es in der Provinz Nebencampus der Kasetsart-Universität (Si Racha) und der Thammasat-Universität (Pattaya).
Seit 1993 befindet sich die private Asian University in Tambon Huay Yai, Amphoe Bang Lamung. Sie bietet Studiengänge in Ingenieurwissenschaft, Management und Englisch an. Außerdem unterhält die ebenfalls private Sripatum-Universität einen Nebencampus in Chon Buri.
In Si Racha gibt es außerdem einen Ableger der renommierten, von den Gabrielistenbrüdern betriebenen, privaten Assumption-Schule.

## Geschichte
Chon Buri hat eine lange Geschichte, die bis in die Khmer-Zeit zurückreicht. Nachdem die Khmer zurückgedrängt wurden, übernahm das Königreich Ayutthaya die Herrschaft und gab sie nicht mehr auf. Nach dem Fall Ayutthayas 1767 wurde auch Chon Buri nominell unter birmanische Herrschaft gestellt, doch waren deren Besatzungstruppen nicht stark genug, um das Land zu beherrschen. Der General Taksin sammelte Truppen und ging zunächst mit 500 Getreuen nach Rayong und Chon Buri, um weitere Kräfte zu sammeln und auf eine günstige Gelegenheit zu warten. Nach der Vertreibung der Birmanen aus Siam gründete Taksin dann die neue Hauptstadt Thonburi, die heute einen Teil Bangkoks bildet.

## Archäologie
- Nong Nor – archäologischer Fundplatz in der Schwemmlandebene des Flusses Bang Pakong, Amphoe Phanat Nikhom,
- Khok Phanom Di – archäologischer Fundplatz etwa 14 km nördlich von Nong Nor.

## Sehenswürdigkeiten
- Pattaya (Aussprache [pʰát tʰá jaː], anhörenⓘ/?) ist ein international bekannter Badeort am Golf von Thailand.
- Bang Saen – 10 Kilometer außerhalb der Provinzhauptstadt; der „Ozean-Park“ hat eine Reihe von Wasserrutschen und eine Berg- und Talbahn. Im Ort befindet sich die Burapha-Universität, die insbesondere Meereskunde und ein ausgedehntes Salzwasser-Aquarium betreibt, das „Scientific Marine Center“.
- Ko Sichang – etwa zwölf Kilometer von Si Racha im Meer gelegene Insel, auf der sich ursprünglich der Wimanmek-Palast befand, der auf Veranlassung von König Chulalongkorn (Rama V.) errichtet wurde und 1900 fachmännisch abgebaut und nach in Bangkok als größtes Teakholz-Gebäude weltweit wieder aufgebaut worden ist. Neben dem Wat Asdang Nimit, einem buddhistischen Tempel (Wat), der im Stil einer christlichen Kapelle errichtet wurde, befindet sich hier auch ein chinesischer Tempel.
- Wasserbüffelrennen – Berühmt sind die alljährlich im Oktober abgehaltenen Wasserbüffelrennen, bei denen die normalerweise auf den Reisfeldern arbeitenden Tiere zur Belustigung herhalten und Rennen abhalten und eine Art unblutigen Stierkampf mitmachen.
- Khao Kheow Open Zoo – ein Zoo, der 8000 Tiere zeigt.

## Symbole

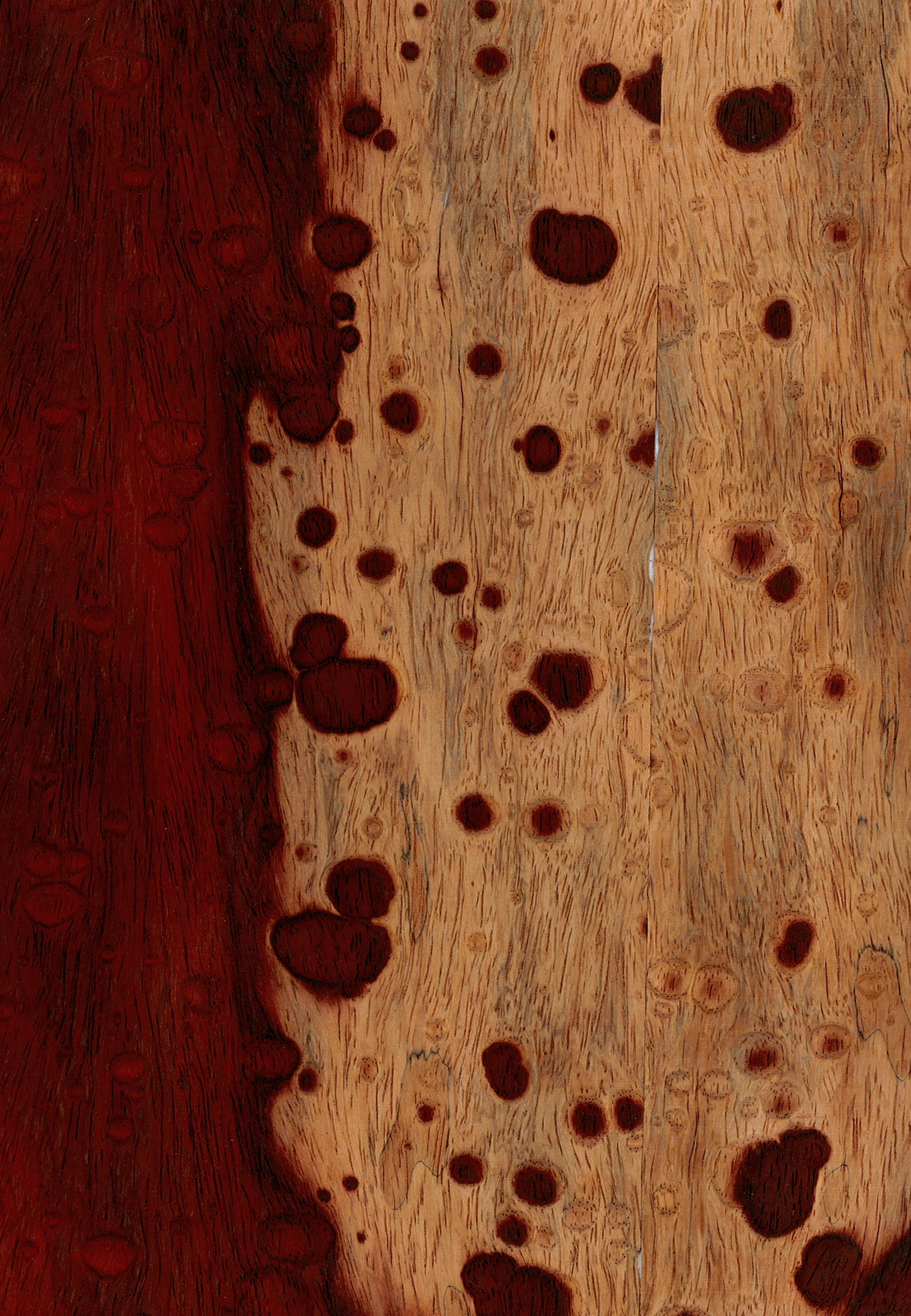
Furnierblatt eines besonderen Padoukstammes, unbehandelt

Das Siegel der Provinz Chon Buri zeigt den Hügel Kao Sam Muk mit einem heiligen Räucherhaus. Man glaubt, dass der Geist des Hügels die Fischer vor allem Übel zu bewahren vermag.
Der lokale Baum und die lokale Blume ist der Narrabaum (Pterocarpus indicus, auch: „Padouk“).
Der Wahlspruch der Provinz Chon Buri lautet:
„Die Provinz an der schönen See,
Leckerer Khao Laam Klebreis in Bambus werden gegrillt,
Berühmt für süße Zuckerrüben und feine Korbwaren,
Jedes Jahr werden hier Büffelrennen abgehalten.“

## Politik
Chon Buris Politik wurde lange von Somchai Khunplome („Kamnan Poh“) dominiert, einer einflussreichen Person mit kriminellen Verbindungen (Chao Pho), und seiner Familie. Er galt als „Pate“ von Chon Buri oder gar der ganzen Ostregion. Somchai war der Sohn eines früheren Dorfoberhaupts. Mit dem Vertrieb von Spirituosen, Investitionen im Bau- und Grundstücksentwicklungssektor, aber auch illegalen Aktivitäten wie Schmuggel erwarb er sich großen wirtschaftlichen und politischen Einfluss. Er wurde Gemeindevorsteher von Saen Suk (bekannt für den Badeort Bang Saen) und mit der Erhebung zur Stadt deren Bürgermeister. Bei Parlamentswahlen in den Wahlkreisen Chon Buris gewannen in der Regel die Kandidaten, die Somchai Khunpluem unterstützte. In den 1970er-Jahren verband er sich mit der Sozialen Aktionspartei, 1992 unterstützte er die Samakkhi-Tham-Partei, anschließend bis 1995 die Chart-Pattana-Partei, dann bis 2001 die Chart-Thai-Partei. Somchai förderte die Entwicklung der Ostküste zu einer der wichtigsten Industrieregionen Thailands, zugleich profitierte er auch sehr von ihr. Somchais Wirtschaftsimperium erstreckte sich von der Bau- und Immobilienwirtschaft bis auf Bergbau, Handel, Hotels, Transport, Häfen und Schiffsverkehr. Auch Somchais drei Söhne haben in der Provinz wichtige Positionen. Der älteste, Sontaya, war mehrfach und ist seit 2012 auch wieder Minister, außerdem ist er Präsident von Pattaya United. Der zweite, Wittaya, ist Vorsitzender der Provinzverwaltungsorganisation von Chon Buri und Präsident des FC Chonburi. Der dritte, Ittipol, ist der Bürgermeister von Pattaya. Somchai Khunpluem wurde 2004 wegen Mordes zu 25 Jahren Haft verurteilt, er konnte jedoch fliehen und wurde erst im Januar 2013 gefasst. Im Dezember 2017 wurde er aufgrund seines Gesundheitszustandes vorzeitig entlassen und starb im Juni 2019 im Alter von 82 Jahren an Krebs. Seit 2011 hat die Familie Khunpluem eine „eigene“ Partei namens Phalang Chon.

## Sport
Mit dem FC Chonburi, Pattaya United und FC Sriracha kommen aus der Provinz drei Vereine, die in der Thai Premier League spielen.

## Verwaltungseinheiten

### Provinzverwaltung
Die Provinz Chon Buri ist in 10 Amphoe (‚Bezirke‘ oder ‚Landkreise‘) gegliedert. Diese sind weiter unterteilt in 92 Tambon (‚Unterbezirke‘ oder ‚Gemeinden‘) und 961 Muban (‚Dörfer‘).
| \| Nr. \| Amphoe-Name \| Thai \| \| --- \| ----------------------- \| -------- \| \| 01 \| Amphoe Mueang Chon Buri \| เมืองชลบุรี \| \| 02 \| Amphoe Ban Bueng \| บ้านบึง \| \| 03 \| Amphoe Nong Yai \| หนองใหญ่ \| \| 04 \| Amphoe Bang Lamung \| บางละมุง \| \| 05 \| Amphoe Phan Thong \| พานทอง \| \| 06 \| Amphoe Phanat Nikhom \| พนัสนิคม \| \| 07 \| Amphoe Si Racha \| ศรีราชา \| \| 08 \| Amphoe Ko Sichang \| เกาะสีชัง \| \| 09 \| Amphoe Sattahip \| สัตหีบ \| \| 10 \| Amphoe Bo Thong \| บ่อทอง \| \| 11 \| Amphoe Ko Chan \| เกาะจันทร์ \| |                         |          |
| Nr. | Amphoe-Name             | Thai     |
| 01 | Amphoe Mueang Chon Buri | เมืองชลบุรี |
| 02 | Amphoe Ban Bueng        | บ้านบึง    |
| 03 | Amphoe Nong Yai         | หนองใหญ่  |
| 04 | Amphoe Bang Lamung      | บางละมุง  |
| 05 | Amphoe Phan Thong       | พานทอง   |
| 06 | Amphoe Phanat Nikhom    | พนัสนิคม   |
| 07 | Amphoe Si Racha         | ศรีราชา   |
| 08 | Amphoe Ko Sichang       | เกาะสีชัง  |
| 09 | Amphoe Sattahip         | สัตหีบ     |
| 10 | Amphoe Bo Thong         | บ่อทอง    |
| 11 | Amphoe Ko Chan          | เกาะจันทร์ |

### Lokalverwaltung
Für das ganze Gebiet der Provinz besteht eine Provinz-Verwaltungsorganisation (องค์การบริหารส่วนจังหวัด, kurz อบจ., Ongkan Borihan suan Changwat; englisch Provincial Administrative Organization, PAO).
In der Provinz gibt es die autonome Stadt Mueang Pattaya (เมืองพัทยา), die als einzige Stadt in Thailand neben der Hauptstadt Bangkok über ein Sonderverwaltungsstatut verfügt, zwei Großstädte (เทศบาลนคร – Thesaban Nakhon): Laem Chabang und Chao Phraya Surasak (เทศบาลนครเจ้าพระยาสุรศักดิ์)
und neun Städte (เทศบาลเมือง – Thesaban Mueang): 
- Nong Prue (เทศบาลเมืองหนองปรือ)
- Sattahip (เทศบาลเมืองสัตหีบ)
- Ang Sila (เทศบาลเมืองอ่างศิลา)
- Ban Suan (เทศบาลเมืองบ้านสวน)
- Saen Suk (เทศบาลเมืองแสนสุข)
- Ban Bueng (เทศบาลเมืองบ้านบึง)
- Si Racha (เทศบาลเมืองศรีราชา)
- Phanat Nikhom (เทศบาลเมืองพนัสนิคม) und
- Chon Buri (เทศบาลเมืองชลบุรี).

Des Weiteren gibt es in der Provinz noch 22 Kleinstädte (เทศบาลตำบล – Thesaban Tambon).